# Charles Edward Turner
Pour les articles homonymes, voir Charles Turner (homonymie) et Turner.
Charles Edward Turner est un botaniste américain, né le 21 septembre 1945 à Washington, D.C. et mort le 15 avril 1997 des suites d’un cancer du côlon et du foie.

## Biographie
Il grandit à Indianapolis où ses promenades dans les bois de l’Indiana le font aimer la nature. Il obtient son Bachelor of Arts en biologie à Wabash College en 1967. Il envisage un temps de s’orienter vers la médecine avant de décider de continuer d’étudier la biologie. Il étudie à l’université de Washington de Seattle où il obtient un Master of Sciences en botanique en 1969.
Il se rend alors à l’université de Berkeley de Californie où il étudie les systèmes nutritifs des végétaux auprès d’Herbert George Baker (1920-2001) et obtient son doctorat en 1981, sa thèse porte sur le système nutritif de Sagittaria, adventice des plantations de riz de la vallée centrale de Californie.
Turner commence son association avec le USDA-ARS en 1981, date à laquelle il entre au laboratoire de contrôle biologique des adventices. Il part à Albany pour une recherche post doctorale sur la compétition entre plantes auprès de Llyod Andres. En 1983, il commence à travailler sur le contrôle biologique de la centaurée du solstice (Centaurea solstitialis). En 1995, il devient le directeur du laboratoire de contrôle biologique de l’USDA-ARS de Brisbane où il dirige la lutte contre Melaleuca quinquenervia, une plante envahissante dans les Everglades de Floride. Il introduit plusieurs insectes pour la combattre.
Même si son intérêt premier demeure la botanique, Turner s’intéressait à de nombreux sujets notamment les relations entre les arthropodes et les plantes, les oiseaux et bien d’autres choses. Il participe à la flore de Californie de Willis Linn Jepson (1867-1946) et dans laquelle il signe la partie consacrée aux Alismataceae et est cosignataire de celle consacrée aux Cardueae.

## Source
- Notice nécrologique parue dans Plant Science Bulletin, 43 (4) (en anglais)